# Violadores del Verso
Violadores del Verso es un grupo de hip hop español cuyos miembros son: Kase.O, Lírico, SHO-HAI y R de Rumba, todos ellos nacidos en Zaragoza.
Son considerados un referente en el rap español, y uno de los mejores grupos de rap de habla hispana. También destacan en el panorama artístico aragonés,siendo de los grupos más conocidos fuera de las fronteras de las tierras baturras. Sus discos Genios (1999) y Vivir para contarlo (2006) aparecen siempre en las listas de mejores discos de rap español. 
Violadores del Verso ganó el disco de oro por Vivir para contarlo (2006), y junto con SFDK son los únicos grupos de rap español que hasta la fecha han conseguido ganar un disco de oro.

## Biografía

### Inicios del grupo
La primera referencia que existe de los cuatro, colaborando juntos y autodenominándose Violadores del Verso, ocurre en la maqueta de Gangsta Squad [formada por Lírico y Brutal (productor y DJ) "Es tan solo un aviso"], aunque ya existían, en la segunda maqueta de Kase.O y más tarde en la de Bufank [formada por Juez (productor), R de Rumba (productor y DJ) y Hate (o Sho Hai)] colaboraciones de los que serían los componentes de Violadores del Verso.

### Primeros trabajos
En 1998 aparece su primer trabajo profesional, eran 5 miembros, entre ellos Brutal (productor y DJ), hermano de Kase.O, que participaba ejerciendo de dj. El trabajo fue un EP de 6 cortes con el título de "Violadores del Verso". En este disco se dan las primeras y únicas producciones conocidas de Lírico. Tiene como colaborador a Fran Fuethefirst.
Ese mismo año se editó el maxi Violadores del Verso presentan a Kase-O en: Mierda. Este disco contiene dos temas y sus respectivas instrumentales. Incluye el polémico tema: "Mierda" que concluyó el famoso "beef" entre Kase.O y Metro (del grupo Geronación). Es este disco, aunque con el nombre de Violadores del Verso, solo participan Kase.O y R de Rumba, sin contar un par de palabras que dicen Hate y Lírico en los dos temas.

### Consolidación profesional
En 1999 se publicó su primer LP como grupo, Genios, en el que Brutal ya había abandonado el grupo (actualmente ayuda al grupo en sus proyectos además de ser un empleado en cuanto a la creación de los discos), un disco que revolucionó el panorama nacional y les puso como grupo de referencia del rap español.[cita requerida] Destaca la colaboración del estadounidense Jeru The Damaja en el tema "Solo Quedar Consuelo". El segundo tema del disco, "Máximo exponente" fue el sencillo  de él se realizó el primer videoclip del grupo.

"La ejecución y grabación de Genios, aún habiendo hecho antes el mini LP, fue la primera cosa que hacíamos a nivel profesional. Ya habíamos tenido contactos con estudios y todo eso, pero el grabar analógico e irnos a NY a mezclar al estudio D&D era otra cosa. Con este disco creo que aprendimos realmente cómo se deben hacer las cosas, en cuanto a grabación, mezcla, promo, conciertos, gira, etc. Nos recorrimos todo el estado muchas veces con este trabajo, tocamos en todos los sitios, ya fueran garitos guapos o infectos que, por cierto, éstos últimos abundaban más. La peña acogió el disco de puta madre y aún hoy en día, se sigue vendiendo. Otro plus muy guapo de ese disco es la colaboración con Jeru the Damaja, que fue de colegueo y sin pagar un duro. Guardamos muy buenos recuerdos de esa época." R de Rumba

En 2000 publicaron dos trabajos con el nombre de Doble V. Primero el maxisencillo Atrás, con tres temas inéditos. Del tema que da título al disco se grabó el segundo videoclip del grupo. 
En 2001 mezclan su álbum debut y su maxi Mierda para crear un disco con una duración de un LP: Violadores Del Verso + Kase.O Mierda.
Ese mismo año, apareció el LP Vicios y Virtudes, con el que se consagraron como uno de los grupos más importantes del rap en español.[cita requerida] El sencillo del disco de nuevo tenía el mismo nombre del disco y dio lugar al tercer videoclip.

"Vicios y virtudes muestra de nuevo a un grupo en estado de gracia, maduro, sencillo, pisando fuerte sobre un terreno que dominan a la perfección y en que apenas tienen rival. Su rap no entiende de medias tintas ni su sonido de artificios, no pretenden revolucionar el género ni mucho menos el mundo, solo hacer su trabajo. Y para eso emplean dedicación, esfuerzo y tiempo y el resultado aparece en un disco rotundo que deja ver la rabia de Kase O, la poesía de Lírico y el exceso de Hate en unas letras brillantes y lúcidas, todo ello acompañado de las bases y samples de un R de Rumba cada vez más arqueólogo del jazz y el funk y más exigente con la perfección y el sonido." Julio A. Cuenca, Revista Rockdelux

Debido a problemas legales con una marca de whisky volvieron a utilizar su nombre original Violadores del Verso y a mediados de 2002, de nuevo con el nombre original, publicaron un EP, titulado Tú eres alguien/Bombo Clap, que incluía dos temas nuevos: un remix de "La ciudad nunca duerme" y las canciones de un concierto realizado en la sala Aqualung de Madrid. El disco se incluía junto con el DVD de dicho concierto. De este modo, Violadores del Verso se convertía en el primer grupo de rap español en editar un video de uno de sus conciertos.
Cuatro años más tarde, en mayo de 2006, presentaron Vivir para contarlo/Haciendo lo nuestro, un maxisingle adelanto de su LP Vivir para contarlo. Este maxi tiene dos temas nuevos y el remix de uno de ellos, además de sus instrumentales correspondientes. Cuenta con la colaboración de Fran Fuethefirst, miembro de Cloaka Company. Este maxi se situó como número 1 en ventas durante varias semanas y el sencillo más vendido del año 2006 ya que unos días vendió más de 18.000 copias.
Su tercer LP, Vivir para contarlo, que salió el 2 de noviembre de 2006, ha sido grabado y mezclado en los estudios Rap Solo por R de Rumba y masterizado en Nueva York en los estudios Master Disk por el ingeniero de sonido Tony Dawsey. Lleva por nombre el título de la primera canción del maxisencillo. El disco se pudo escuchar íntegro en la página de la MTV de España, ya que el grupo lo colgó en la red, lo que provocó que circulase por Internet en las redes P2P una semana antes de su lanzamiento. Con este disco consiguieron vender más de 60.000 copias, por lo que consiguieron el disco de oro en solo 6 días, llegar al número uno en la lista de ventas en España además de ser nominados para la XI Edición de los Premios de la Música en la categoría de mejor álbum de hip-hop. Premio que consiguieron compitiendo con La Excepción y Haze. Sin embargo, ninguno de los componentes del grupo fue a recoger el galardón, ni siquiera alguien en su nombre. También el grupo zaragozano ganó el premio 'Best Spanish Act' en los premios europeos de la MTV celebrados el 1 de noviembre de 2007 en Münich, del cual los telespectadores del canal de televisión musical pudieron votar a través de la página web del mismo.

"Vivir para contarlo es ese gran conjunto de todo lo que se espera que contenga un disco de hip hop (originalidad, crítica, fuerza, ingenio, inteligencia), un paso adelante en una carrera que no parece tener freno, que les llevó hasta las listas -single más vendido: Vivir para contarlo/Haciendo lo nuestro- y con el que rompieron de paso el tabú del estilo: un disco de rap que también gusta a los ajenos al rap. El tema que da título al álbum, la joya de la corona, muestra a unos Violadores del Verso jazzísticos y reflexivos que miran el camino andado y se sienten orgullosos de él." Julio A. Cuenca, Revista Rockdelux

En el año 2008 la editorial "Zona de Obras" publicó un libro sobre el grupo, llamado "Los hijos secretos del funk. Conversaciones con Violadores del Verso". Una charla-entrevista en la que los miembros hablan sobre su historia, trabajo, recuerdos, etc.
Este mismo año colaboraron en el último disco Mala Sangre de Soziedad Alkoholika. Concretamente en la remezcla de la canción "Política del miedo", cuya letra fue compuesta por Violadores del Verso. El grupo zaragozano ha mostrado en repetidas ocasiones su apoyo a Soziedad Alkoholika, denunciando en sus conciertos la persecución que, según ellos, se ha llevado contra el grupo vasco, e invitándolos a tocar en alguna de sus actuaciones.
El 10 de junio de 2011 el grupo anuncia haber dado el último concierto juntos por unos años, con la intención de concentrarse en respectivos trabajos en solitario. Sho Hai había editado en febrero de 2011 el disco "Doble vida" e iniciado la gira correspondiente, Kase-O estaba ultimando el disco "Kase O Jazz Magnetism" que vería la luz el 5 de diciembre de 2011 con gira oficial preparada para el 2012, Lírico estaba también comenzando a trabajar en su proyecto en solitario, el cual se titula "Un antes y un después", que vio la luz a finales de 2012. Pese a que muchos seguidores temían una separación final del grupo, Kase-O ha declarado que tras satisfacer las necesidades personales, se pondrán con el mejor disco de Violadores del Verso y que el grupo es de por vida.
Tras realizar la gira de Jazz Magnetism, Kase-O ha declaró que comenzaría a realizar su próximo disco de rap en solitario, que ha visto la luz en septiembre de 2016 titulado "El Círculo", con colaboraciones varias como la de Najwa Nimri, Xhelazz y los propios Violadores del Verso.
Además, gracias al disco Jazz Magnetism de Kase-O, este se llevó el premio al mejor álbum y al mejor grupo en los premios de la música aragonesa. Por su parte, Sho Hai también se llevó el premio a la mejor canción por "Ella".
En 2022, tras mucho tiempo sin juntarse en el estudio, protagonizaron el reencuentro más esperado del rap en España grabando el tema "Únicos". La canción formó parte de "Polvo", el disco en solitario de Sho Hai.

## Curiosidades
- En sus álbumes suelen colaborar con el MC zaragozano Xhelazz y Rebel, el hermano mayor de Hate, con temas íntegros en solitario. Su voz es conocida por los que escuchan este grupo, ya que R de Rumba suele samplear frases de Rebel en sus temas.
- En numerosos conciertos entre 2009 y 2010 Hate rapeó los versos de Haciendo lo nuestro sobre la base de Billie Jean, en memoria a Michael Jackson.
- Han creado su propia marca de ropa, "Común 20".
- El escritor Miguel Ángel Sutil publicó un libro titulado "Los hijos secretos del funk. Conversaciones con Violadores del Verso" resultado de la transcripción de tres días de convivencia con el grupo.
- Han tocado en directo los temas Zombis, Máximo exponente, Política del Miedo Vicios y virtudes junto a Soziedad Alkoholika.
- Aun teniendo el disco de Vivir para contarlo una semana en Internet, ganaron el disco de oro.
- Violadores del Verso protagonizó la primera emisión 3D de TVE el 1 de agosto de 2011.[11]
- Lírico entró en prisión en 2019.

## Discografía
- Gangsta Squad- ... Es tan solo un aviso (1995)
- Bufank (1996)
- Violadores del verso (EP) (Avoid, 1998)
- Violadores del Verso presentan a Kase-O en: Mierda (Maxi) (Avoid records, 1998)
- Genios (LP) (Avoid, 1999)
- Atrás (Maxi) (Rap Solo, 2001)
- Violadores del Verso + Kase-O Mierda (Reedición, (Boa Music, 2001)
- Vicios y Virtudes (LP) (Rap Solo/Boa Music, 2001)
- Tú eres alguien/Bombo clap (DVD en directo) (Rap Solo/Boa Music, 2002)
- Bufank & Xhelazz (2003)
- Vivir para contarlo / Haciendo lo nuestro (Maxi) (Rap Solo/Boa Music, 2006) (disco de oro)
- Vivir para contarlo (LP) (Rap Solo/Boa Music, 2/11/2006) (disco de oro)
- Gira 06/07 Presente (LP/DVD) (Rap Solo/Boa Music, 12/12/2007)
- Bombo clap 2 + Areas 397(DVD en directo) (Rap Solo/FReck Music, 2002)

### En Solitario
- R de Rumba: "R de Rumba" (2004), "Remixes y rarezas" (2009),  "Funk Experience" (2020)
- Sho Hai: "Doble Vida" (Rap Solo, 1 de marzo de 2011), "La Última Función" (Rap Solo,24 de noviembre de 2017), "Polvo" (Rap Solo,23 de septiembre de 2022)
- Kase.O: "Kase.O Jazz Magnetism" (Rap Solo, 5 de diciembre de 2011),[12],"El Círculo" (Rap Solo, 23 de septiembre de 2016)
- Lírico: "Un antes y un después" (18 de diciembre de 2012)

## Premios
- Tienen un premio de MTV Europe Music Awards como mejor artista español del 2007.
- Premio de la Música al Mejor Disco de Hip hop, recibido por 'Vivir para contarlo'
- Tienen un premio de la música aragonesa.
- Ganaron la XI Edición de los Premios de la Música en la categoría de mejor álbum de hip-hop.
- Se les nombró hijos predilectos de Zaragoza en 2009.
- Premio mejor ejecución técnica en programa de TV por el concierto 3d5 de Vivir Para Contarlo.